# فرودگاه کینگ کاو
فرودگاه کینگ کاو (به انگلیسی: King Cove Airport) یک فرودگاه همگانی بهره‌برداری هوایی با کد یاتا KVC است که یک باند فرود شن دارد و طول باند آن ۱۰۶۷ متر است. این فرودگاه در شهر کینگ کوو، آلاسکا کشور ایالات متحده آمریکا قرار دارد و در ارتفاع ۴۷ متری از سطح دریا واقع شده است.